# Raufoss
Raufoss er en by og administrationscenteret i Vestre Toten kommune i Innlandet fylke i Norge. 
Byen ligger længst mod nord i kommunen og havde 7.597 indbyggere pr. 1. januar 2019.